# إيلا من نورثمبريا
إيلا (أو Ælle أو Aelle ، توفي في 21 مارس 867) كان ملك نورثمبريا [الإنجليزية]، مملكة في إنجلترا في العصور الوسطى، خلال منتصف القرن التاسع. المصادر المتعلقة بتاريخ نورثمبريا في هذه الفترة محدودة، وبالتالي فإن أصل إيلا غير معروف، كما أن تاريخ بداية حكمه أمر مشكوك فيه.
بالإضافة إلى الوقائع الأنجلوسكسونية، ذُكر إيلا أيضًا في المصادر الشفهية الإسكندنافية، مثل الملاحم الإسكندنافية. وفقًا للأخيرة، أسر إيلا ملك الفايكنج السويدي الدنماركي الأسطوري راغنار لوثبروك وقتله في حفرة من الثعابين. حدث الغزو التاريخي لنورثمبريا عام 866 انتقامًا لإعدام راغنار، وفقًا لحكاية أبناء راغنار (Ragnarssona þáttr). بينما تزعم المصادر الإسكندنافية أن أبناء راغنار عذبوا إيلا حتى الموت بطريقة النسر الدامي، تؤكد الروايات الأنجلوسكسونية أنه توفي في معركة يورك في 21 مارس 867. فيما يتعلق بالادعاء الإسكندنافي، استعرضت روبرتا فرانك الأدلة التاريخية لهذه الطقوس في فظاعة الفايكنج وآية سكالديك: طقوس النسر الدامي (Viking Atrocity and Skaldic Verse) ، حيث كتبت: «بحلول بداية القرن التاسع، ظهرت زخارف الملحمة المختلفة - رسم النسر وتقسيم الأضلاع وجراحة الرئة و"المنشط الملحي" - تم دمجها في تسلسلات مبتكرة مصممة لتحقيق أقصى قدر من الرعب».  إلى أن مؤلفي الملاحم أساءوا فهم السلالات المتجانسة التي تلمح إلى ترك أعداء المرء ووجههم لأسفل في ساحة المعركة، وتمزق ظهورهم كالجيف بواسطة الطيور الكاسرة. إذا كان هذا هو الاعتقاد، فمن السهل أن نفترض أن ذكر وفاته عن طريق النسر الدامي هو في الواقع وصف لموته في ساحة المعركة، الأمر الذي من شأنه أن يجعل كلتا الروايتين عن وفاته متسقة.

## الروايات الأنجلوسكسونية
أصبح إيلا ملكًا بعد خلع أوسبيرت [الإنجليزية] (Osbryht). يرجع تاريخ بداية حكمه تقليديًا إلى 862 أو 863 ولكن الأدلة حول التسلسل الزمني الملكي في نورثمبريا غير موثوقة قبل عام 867  ربما بدأ حكمه في وقت متأخر من عام 866. لا يُعرف أي شيء تقريبًا عن عهد إيلا؛ يذكر سيمون دورهام [الإنجليزية] أن إيلا استولى على الأراضي في بيلينجهام وإليكليف وويجكليف وكريس، التي كانت مملوكة للكنيسة. بينما يوصف إيلا في معظم المصادر بأنه طاغية وملك غير شرعي، يذكر أحد المصادر أنه كان شقيق أوسبيرت.
هبط الجيش الوثني العظيم ، المكون في معظمه من الفايكنج الدنماركيين والنرويجيين والفريزيين، في نورثمبريا في منتصف عام 866 واستولى على يورك بحلول 21 نوفمبر من نفس العام.

### فهرس
1. ↑  Frank 1984، صفحة 334
2. ↑  Pagan 1969، صفحات 1–15
3. ↑  Kirby 1991، صفحة 196
4. ↑  Symeon of Durham 1855، صفحة 654
5. ↑   Symeon of Durham 1855، صفحة 470
6. ↑  Kirby 1991، صفحة 197
7. ↑  Higham 1991، صفحات 178–179

### المعلومات الكاملة للمراجع
- Frank، Roberta (1 أبريل 1984). "Viking atrocity and Skaldic verse: The Rite of the Blood-Eagle". The English Historical Review. ج. XCIX ع. CCCXCI: 332–343. DOI:10.1093/ehr/XCIX.CCCXCI.332. ISSN:0013-8266. مؤرشف من الأصل في 2024-01-25. اطلع عليه بتاريخ 2019-09-16.
- Kirby، D.P. (1991). The Earliest English Kings. London: Unwin. ISBN:0-04-445692-1.
- Higham، N.J. (1993). The Kingdom of Northumbria AD 350-1100. Stroud: Sutton. ISBN:0-86299-730-5.
- McGuigan، Neil (2015). "Ælla and the descendants of Ivar: politics and legend in the Viking Age". Northern History. ج. 52 ع. 1: 20–34. DOI:10.1179/0078172X14Z.00000000075. S2CID:161252048. مؤرشف من الأصل في 2022-12-20. اطلع عليه بتاريخ 2015-06-07.
- Pagan، H. E. (1969). "Northumbrian numismatic chronology in the ninth century" (PDF). British Numismatic Journal. ج. 38: 1–15. مؤرشف من الأصل (PDF) في 2024-03-29. اطلع عليه بتاريخ 2015-06-07.
- Symeon of Durham (1855). "The Historical Works of Simeon of Durham". Church Historians of England, volume III, part II. ترجمة: Stevenson، J. Seeley's. مؤرشف من الأصل في 2024-03-08. اطلع عليه بتاريخ 2007-01-27.
- Whitelock, Dorothy (1969). "Fact and Fiction in the Legend of St. Edmund". Proceedings of the Suffolk Institute of Archaeology 31. مؤرشف من الأصل في 2006-09-04. اطلع عليه بتاريخ 2007-01-27.

## روابط خارجية
- The Tale of Ragnar's sons in translation by Tunstall at Northvegr